# Hrvatska enciklopedija (LZMK)
 Ovo je glavno značenje pojma Hrvatska enciklopedija (LZMK). Za druga značenja pogledajte Hrvatska enciklopedija.
Hrvatska enciklopedija, na ovitcima potpisivana i kao Hrvatska opća enciklopedija, u izdanju Leksikografskoga zavoda Miroslava Krleže središnje je hrvatsko enciklopedičko i leksikografsko izdanje.

## Povijest
Prvi svezak Hrvatske enciklopedije objavljen je 5. svibnja 1999. Svake sljedeće godine objavljen je po jedan svezak. Posljednji, 11. svezak, javnosti je predstavljen 10. prosinca 2009. godine.
Ovo je izdanje peti takav pothvat na hrvatskome jeziku, nakon Hrvatske enciklopedije Mate Ujevića (vidi Hrvatska enciklopedija), Enciklopedije Leksikografskog zavoda i dvaju izdanja Opće enciklopedije.
Enciklopedija, kao opća enciklopedija, definira i objašnjava pojmove mnogih znanosti i umjetnosti, govori o čovjeku, o živom i neživom svijetu našega planeta, o svemiru i istraživačima svemira i svijeta, o svim područjima duha, od književnosti i povijesti, arheologije, jezikoslovlja i matematike do medicine, geografije, likovne i glazbene umjetnosti i astronomije. Osobita je pozornost posvećena etimologiji i izgovoru stranih riječi. Enciklopedija govori o položaju hrvatske kulture u bližem i širem okruženju. Sadržava 70 % prostora posvećenoga sveopćemu pojmovniku, dok je 30 % posvećeno užoj nacionalnoj sastavnici.
Leksikografski zavod Miroslav Krleža od 2013. tjednim ritmom obnavlja i nadopunjuje mrežno izdanje Hrvatske enciklopedije u javnom pristupu, bez naplate, na adresi www.enciklopedija.hr.
Od 2021. glavni je urednik mrežnog izdanja Bruno Kragić.

## Svesci
| Svezak          | Glavni urednik   | Godina izdanja | Obrojčenih stranica | MSKB                   |
| --------------- | ---------------- | -------------- | ------------------- | ---------------------- |
| I. : A – Bd     | Dalibor Brozović | 1999.          | 674                 | ISBN 953-6036-31-2     |
| II. : Be – Da   | Dalibor Brozović | 2000.          | 723                 | ISBN 953-6036-32-0     |
| III. : Da – Fo  | Dalibor Brozović | 2001.          | 722                 | ISBN 953-6036-33-9     |
| IV. : Fr – Ht   | Dalibor Brozović | 2002.          | 753                 | ISBN 953-6036-34-7     |
| V. : Hu – Km    | August Kovačec   | 2003.          | 725                 | ISBN 953-6036-35-5     |
| VI. : Kn – Mak  | August Kovačec   | 2004.          | 786                 | ISBN 953-6036-36-3     |
| VII. : Mal – Nj | August Kovačec   | 2005.          | 814                 | ISBN 953-6036-37-1     |
| VIII. : O – Pre | Slaven Ravlić    | 2006.          | 773                 | ISBN 953-6036-38-X     |
| IX. : Pri – Sk  | Slaven Ravlić    | 2007.          | 842                 | ISBN 953-6036-39-4     |
| X. : Sl – To    | Slaven Ravlić    | 2008.          | 830                 | ISBN 978-953-6036-40-0 |
| XI. : Tr – Ž    | Slaven Ravlić    | 2009.          | 859                 | ISBN 978-953-6036-41-7 |

## O tiskanom izdanju
- godine izdanja: 1999. – 2009.
- glavni urednici: Dalibor Brozović (1999. – 2003.), August Kovačec (2003. – 2006), Slaven Ravlić (2006. – 2009.)
- broj članaka: 67 077
- broj stranica: 9320 (više od 8500 obrojčenih)
- 1 000 000 redaka[2]
- 10 000 likovnih priloga[2]
- Ogledni arak se pojavio 1994. godine.[7]

## O mrežnom izdanju
- godine izdanja: od rujna 2013.
- glavni urednici mrežnog izdanja: Slaven Ravlić (2013. – 2021.), Bruno Kragić (od 2021.)
- ISBN 978-953-268-038-6

## Vanjske poveznice
- Hrvatska enciklopedija (mrežno izdanje), enciklopedija.hr
- Tiskano izdanje Hrvatske enciklopedije, lzmk.hr  Arhivirana inačica izvorne stranice od 7. lipnja 2017. (Wayback Machine)